# Kerk van Vinkega
De kerk van Vinkega is een kerkgebouw in Vinkega, gemeente Weststellingwerf, in de Nederlandse provincie Friesland. Het kerkgebouw aan de Noordwolderweg is een gemeentelijk monument.

## Geschiedenis
De kerk werd in 1899 gebouwd naar een plan van architect Bato Rouwkema voor de Nederlandse Hervormde gemeente Steggerda-Vinkega-De Hoeve. Het kerkgebouw met neogotische elementen is een driezijdig gesloten zaalkerk met steunberen en een aangebouwde consistoriekamer.
Het orgel uit 1920 werd gemaakt door Van Dam en bevond zich tot 1978 in de kerk. De kerk wordt sinds 1970 niet meer gebruikt voor kerkdiensten. De door de Stichting Behoud Finkegea aangekochte kerk wordt een ontmoetingsplaats voor dorpsbewoners voor allerlei activiteiten.

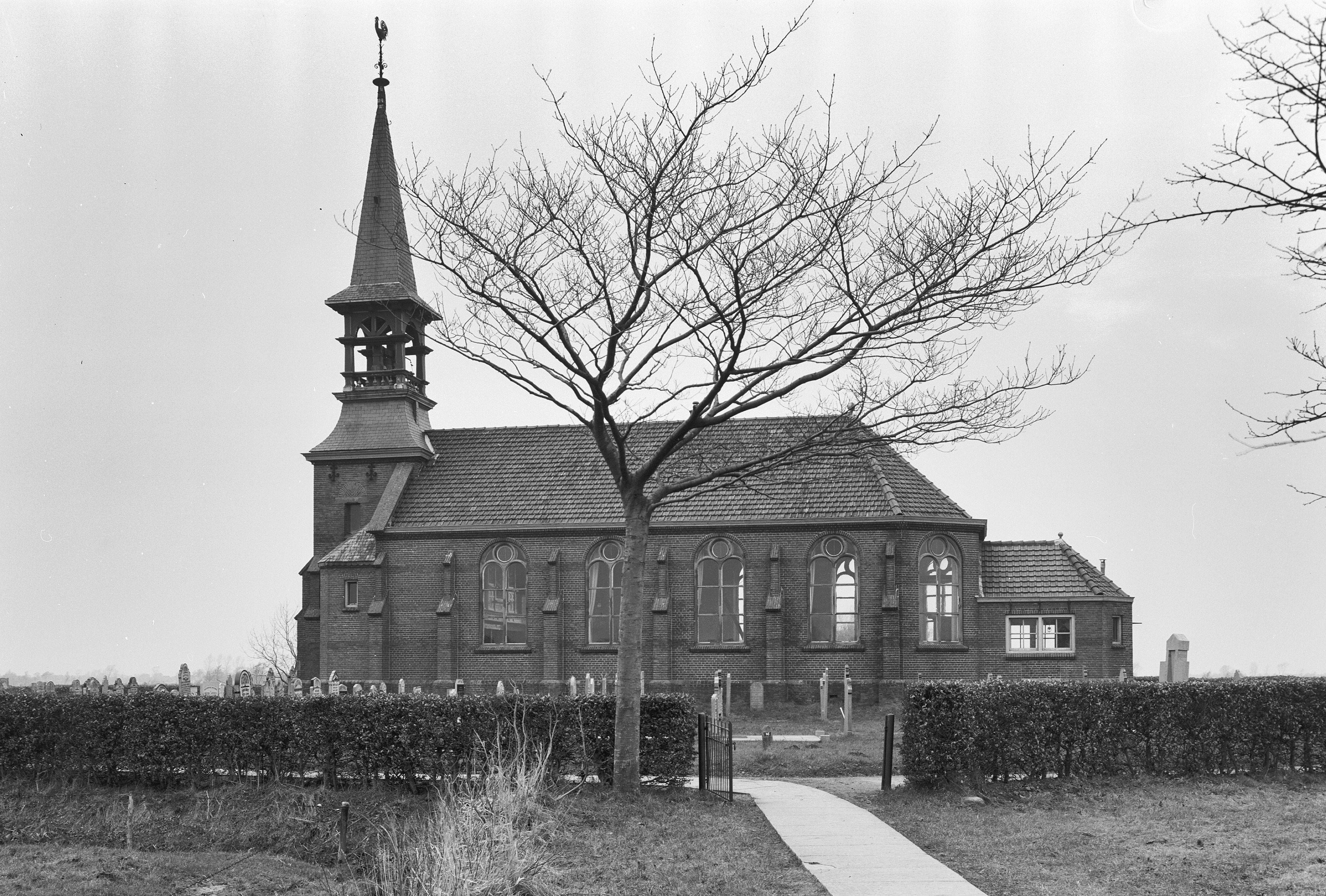
De kerk in 1965 met de oorspronkelijke torenspits.
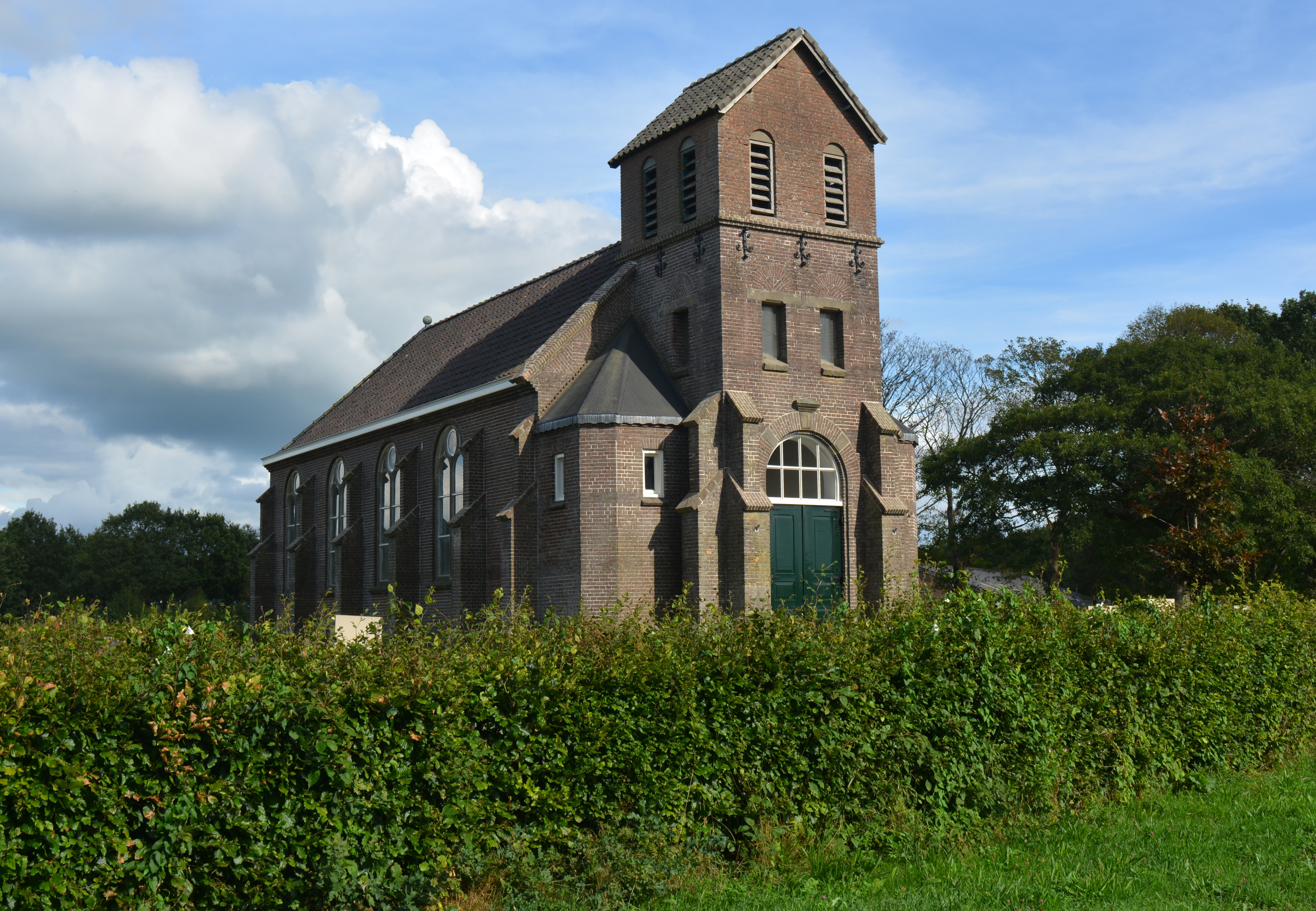
De kerktoren met zadeldak in 2018.

### Torenspits
In 1969 werd de torenspits wegens bouwvalligheid gesloopt en vervangen door een zadeldak. In 2019 diende Stichting Behoud Finkegea bij de gemeente Weststellingwerf een aanvraag in om het zadeldak te vervangen door een achtkantige torenspits van het voormalige Sint Johannes de Deoziekenhuis in Haarlem. De provinciale welstandscommissie Hûs en Hiem gaf een negatief advies. De gemeente verleende in 2021 een omgevingsvergunning voor het plaatsen van een gebruikte torenspits op de kerktoren in Vinkega met als motivatie dat het hergebruiken van de torenspits van een andere kerk een duurzame oplossing is. De torenspits werd gerestaureerd en aangepast bij Bouwbedrijf Kemper in Oldeholtpade. In 2022 werd de toren herbouwd. De kerk in Vinkega is de eerste kerk in Nederland waar een gebruikte torenspits op geplaatst werd.